# Sexto Cecilio Africano
Sexto Cecilio Africano (en latín, Sextus Caecilius Africanus; m. 169-175) fue un jurista romano, pupilo de Salvio Juliano.

## Obra
Sólo se conserva una cita de su obra Epistulae (D. 30.39), que constaba al menos de veinte libros, recogida en el Digesto. También se reproducen en dicha obra varias citas extraídas de su obra Quaestiones, una colección de casos legales sin un orden específico, de nueve libros. Las Quaestiones parece que tenían una finalidad educativa e iban dirigidas a estudiantes de Derecho. También parece que están conectadas con el trabajo de Juliano, que es citado a menudo en ellas y que se presume que decidió la mayoría de los casos que se plantean. En cualquier caso, Cecilio también expresa su propia opinión sobre Juliano y en ocasiones lo critica (D. 19.2.33).
Algunas fuentes creen que existe otro jurisconsulto romano que adquirió bastante fama con el nombre de Sexto Cecilio.